# Стефан II Църноевич
Стефан II Църноевич (на сръбски: Стефан Црнојевић) е владетел на Зета между 1496 и 1499 г. Той е вторият син на Иван Църноевич и Войсава Арианити, дъщеря на Георги Арианит. Стефан е поставен на престола като протеже на османците след като по-големият му брат Георги IV Църноевич е принуден да бяга от Зета.
Георги Църноевич се опитвал да създаде антиосманска коалиция, поради което потърсва съюз с Венеция. Когато брат му Стефан Чърноевич през 1496 г. открито минава на страната на османците, Георги Църноевич се съгласява да положи васална клетва пред султана, ако бъде призната властта и титлата му в Зета. Но същата година османската войска под командването на Фериз бей окупира княжеството и Георги е принуден да потърси спасение във венецианските владения.
На престола е поставен Стефан Църноевич, който се оказва по-лесен за манипулиране. На практика той управлява само номинално докато данъците се събират от османците в полза на цариградската хазна. Това продължава само до 1499 г., когато от Стефан Църноевич османците вече нямат нужда. Зета е присъединена към санджака Шкодра, а Стефан започват да го подозират в тайни контакти с венецианците. По заповед на Фериз бей Стефан Църноевич трябвало да се яви в Шкодра, където е хвърлен в тъмница и най-вероятно там е починал, тъй като от този момент историческите извори не го споменават повече. Според мнението на някои автори през 1499 г. той се подстригал за монах в Хилендарския манастир под името Марко.